# Żleb z Siką

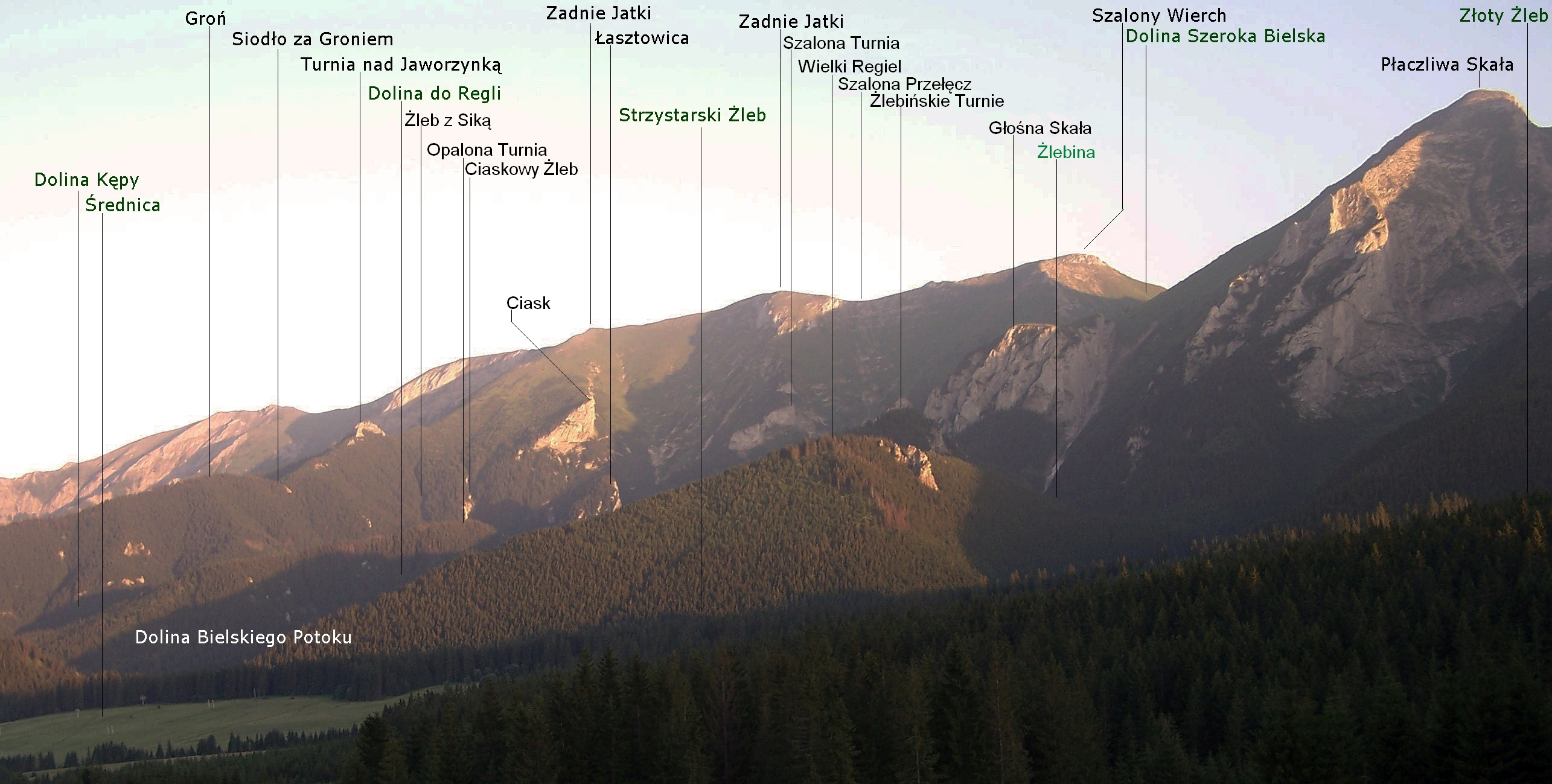

Żleb z Siką – żleb w Dolinie Kępy w słowackich Tatrach Bielskich. Zaczyna się poniżej Przełęczy nad Siką wcinając się w orograficznie lewe zbocza Zadniego Diablego Żlebu. Ma wylot w odległości kilkaset metrów od Polany pod Siką. Górną część żlebu zarasta kosodrzewina, w środkowej koryto jest wąskie i skaliste z niewielkim strumykiem (dopływ potoku Kępa). W dolnej części żlebu, około 50 m powyżej polany Sika w korycie tym znajduje się wodospad Sika.
Lewe ograniczenie żlebu z Siką tworzy porośnięta kosodrzewiną i lasem niska grzęda. Po drugiej stronie tej grzędy znajduje się równoległy do Żlebu z Siką Ciaskowy Żleb. Władysław Cywiński podaje, że w górnej części grzędy znajduje się wśród kosodrzewiny niewielka polanka. Na rosnącej tam limbie urządzono ambonę strzelecką, usuwając część jej gałęzi.
Żleb z Siką znajduje się na obszarze ochrony ścisłej Tatrzańskiego Parku Narodowego. Autorem jego nazwy jest Władysław Cywiński.

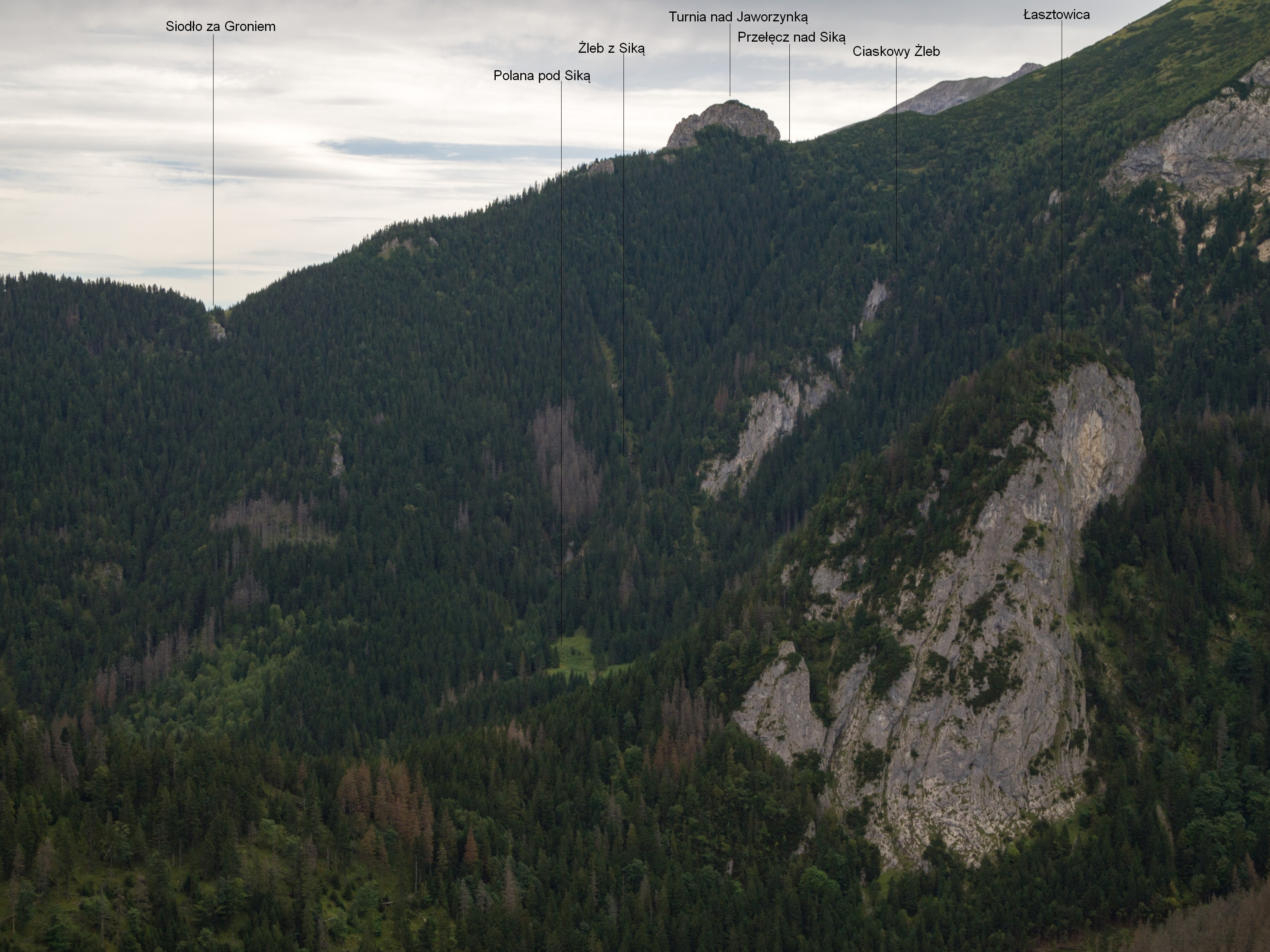